# Orticaria cronica
L'orticaria cronica è una dermatite infiammatoria, molto simile all'orticaria da pressione, che si manifesta con la presenza di pomfi i quali causano prurito. Essa è una delle orticarie più diffuse e costituisce il 25% di vittime di questa malattia. L'orticaria cronica si cura con antistaminici anti-H1 e stabilizzatori di mastociti. Nelle persone nelle quali non si visualizza tale malattia non è possibile eseguire una terapia.